# Bremer Bahnhofsplatz

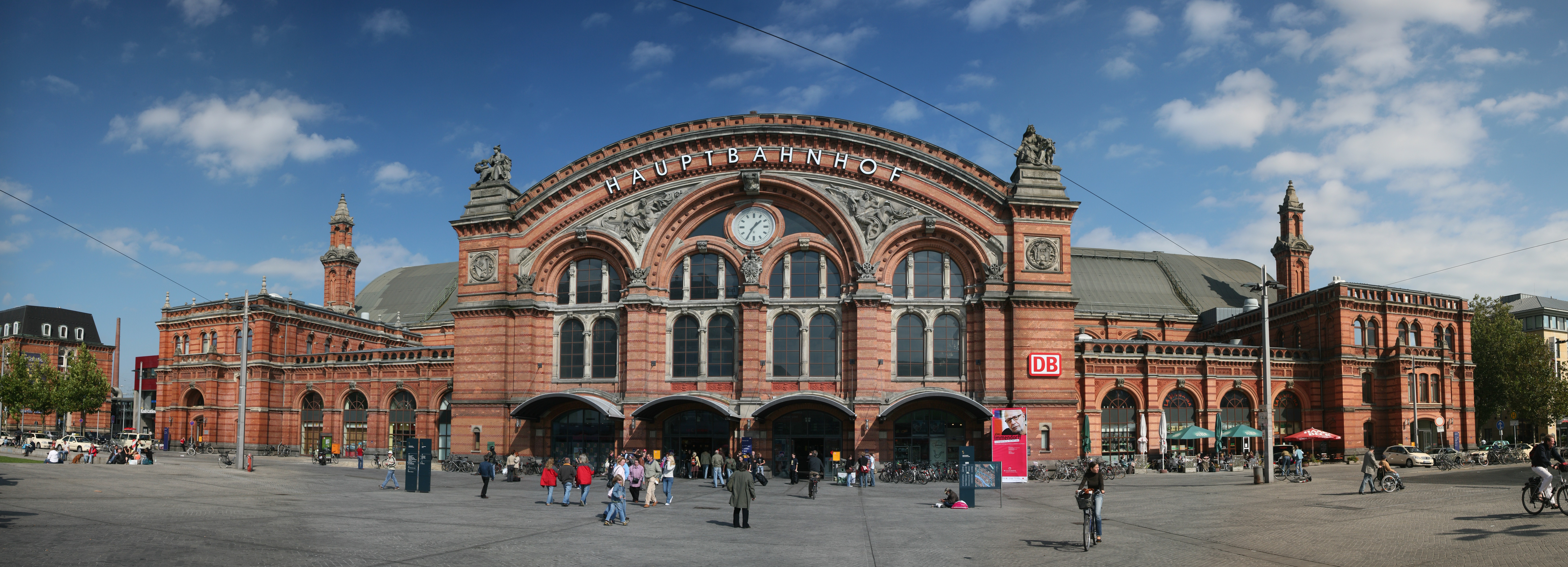
Hauptbahnhof Bremen

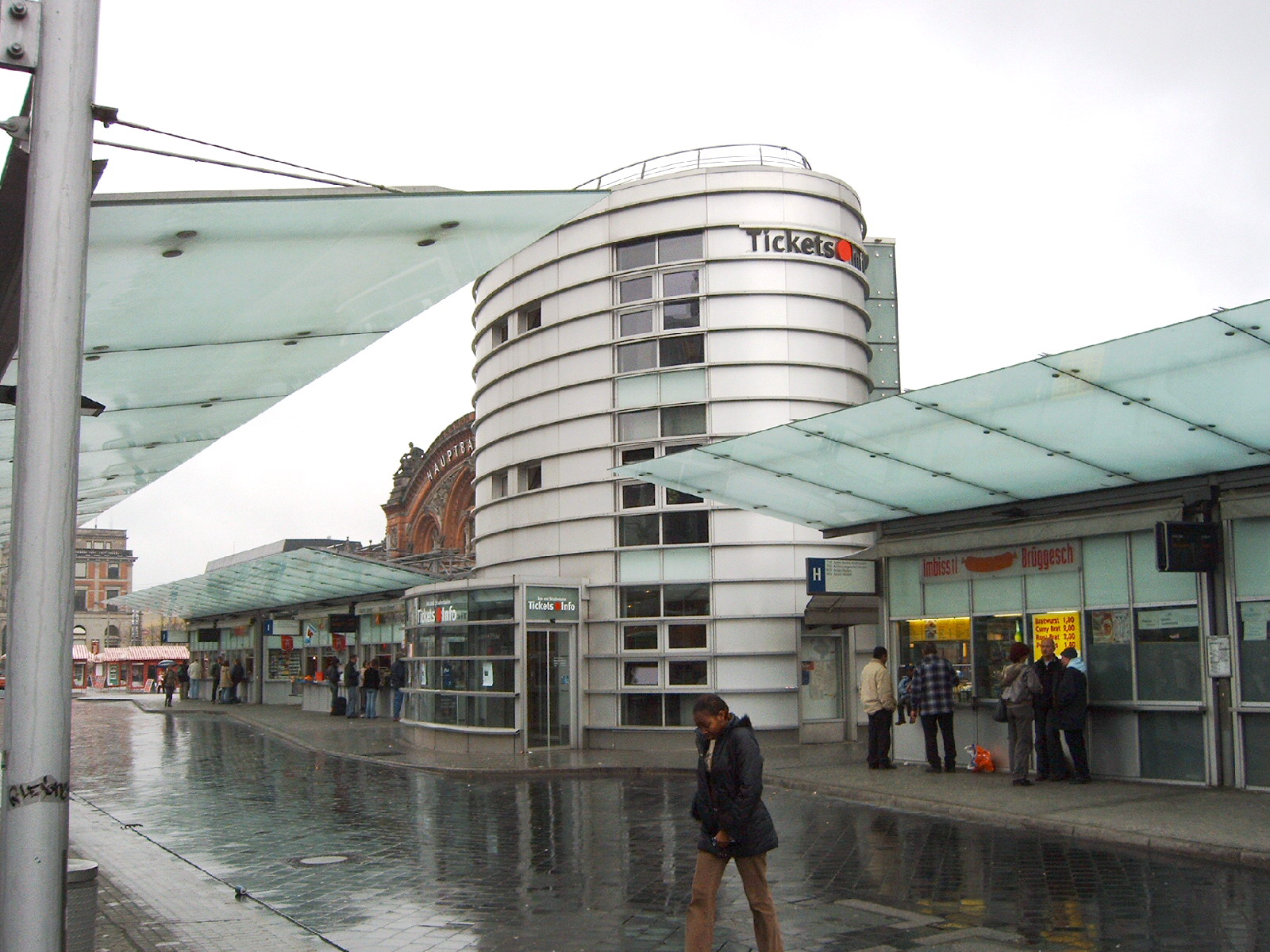
Straßenbahn-Umsteigebahnhof

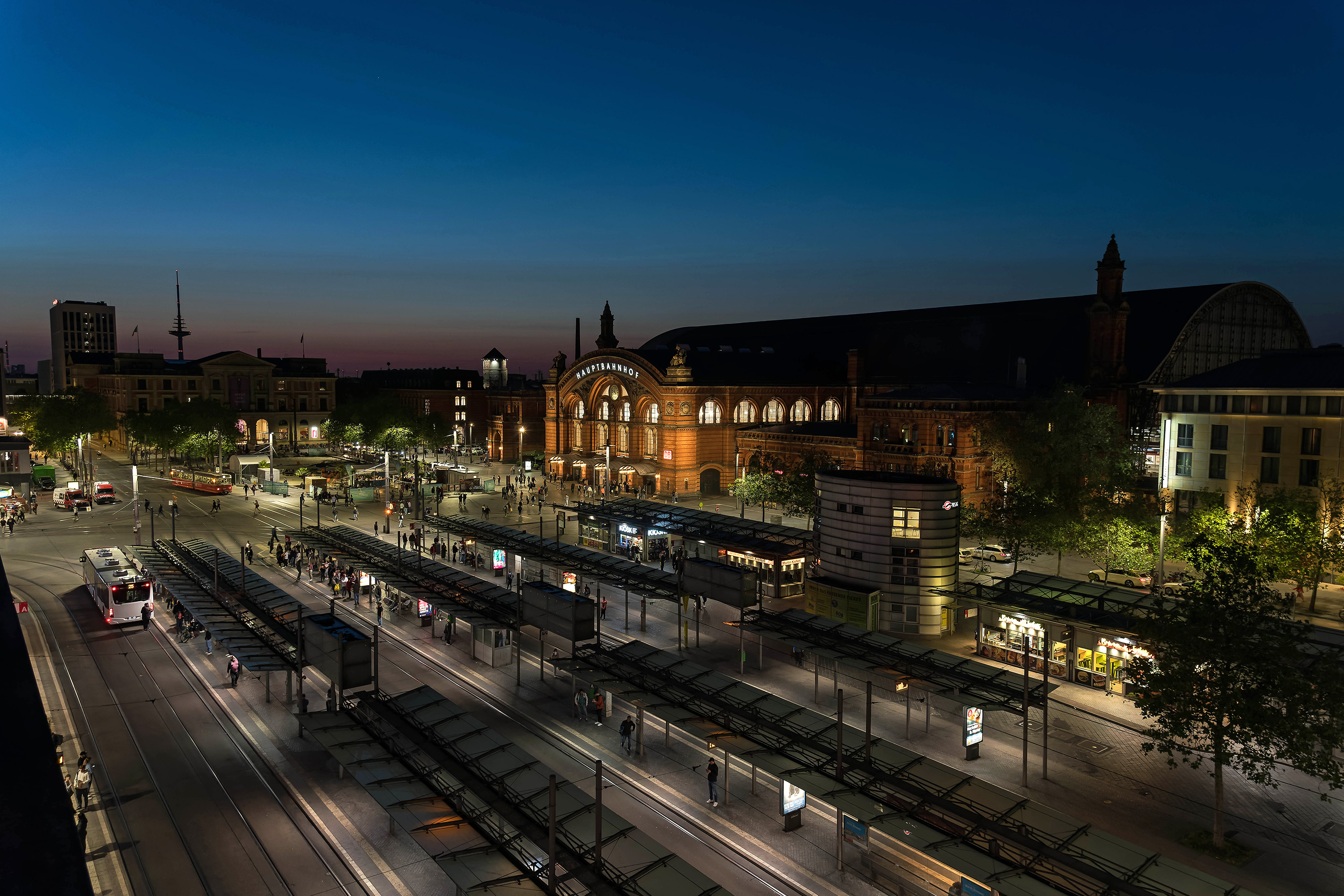
Hauptbahnhof Bremen mit dem Umsteigebahnhof bei Nacht

Der Bahnhofsplatz in Bremen ist der Vorplatz des Hauptbahnhofs in der Bahnhofsvorstadt im Stadtteil Mitte.
Der Bahnhofsplatz wird begrenzt im Norden durch den Hauptbahnhof von 1889, im Westen durch das Übersee-Museum von 1896, nach Süden von Hotels und Geschäftshäusern und nach Osten vom ehemaligen Postamt Bremen 5.
Der Platz gliedert sich in vier Bereiche: 
- Der Hauptvorplatz liegt direkt vor dem Bahnhofseingang und ist eine Fußgängerfläche. Zu besonderen Anlässen wie Bremer Freimarkt oder großen Sportereignissen können hier Buden, Zelte oder Bühnen aufgebaut werden. Gegenüber vom Bahnhof führt die Bahnhofstraße in die Altstadt.
- Westlich davon liegt ein begrünter Vorplatz vor dem Übersee-Museum, der im Oktober 2010 den Namen Platz der Deutschen Einheit erhielt. Ein Stück der Berliner Mauer wurde deshalb hier als Mahnmal aufgestellt. Weiter nach Westen führt die Straße Beim Handelmuseum.
- Östlich des Hauptvorplatzes liegt der zentrale Umsteigebahnhof der Straßenbahn, nötdlich davon Bushaltestellen und ein Taxiplatz, südlich das siebengeschossige Ensemble City Gate.
- Noch weiter östlich ist der Platz von seiner Verlängerung An der Weide abgegrenzt durch eine Hauptverkehrsstraße, die auf 250 Metern Länge ebenfalls den Namen Bahnhofsplatz trägt. Sie führt nach Norden in den Gustav-Deetjen-Tunnel und geht nach Süden unter der Hochstraße Breitenweg in den Herdentorsteinweg über. Dahinter befinden sich Musikclubs und Diskotheken, auch das Tivoli-Hochhaus und das Siemens-Hochhaus, die beide Anfang der 1960er Jahre entstanden, sind sichtbar.

## Geschichte

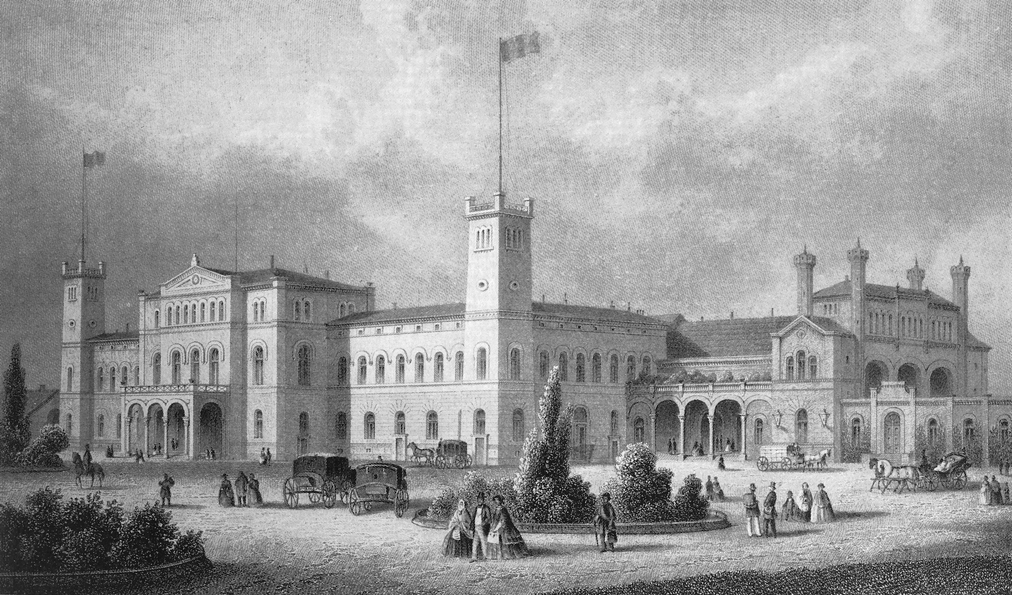
Hannoverscher Bahnhof von 1847

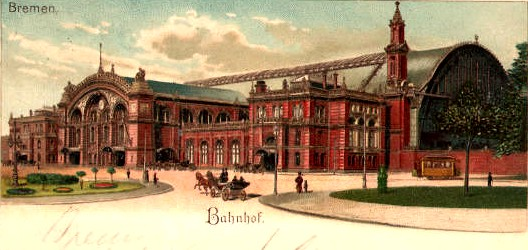
Hauptbahnhof um 1900

1847 entstand nach Plänen von Baurat Mohr und Alexander Schröder der Hannoversche Bahnhof im Stil des Klassizismus. Davor befand sich ein weit ausgedehnter Platz mit Platzflächen, Wegen, Bäumen, Blumenrabatten und Büschen. 1885 wurde dieser Bahnhof abgerissen, und etwas östlich davon wurde bis 1889 der Centralbahnhof gebaut, auch Staatsbahnhof genannt, der heutige Hauptbahnhof. Die Gestaltung des Platzes änderte sich nicht wesentlich.
Im Westen entstand kurze Zeit danach bis 1896 das Städtische Museum für Natur-, Völker- und Handelskunde, das heutige Übersee-Museum.
Anfang des 20. Jahrhunderts entstanden am Platz nach und nach mehrere Hotels und Geschäftshäuser, die alle im Krieg zerstört wurden.
1913 wurde nördlich der Bahngleise der Lloyd-Bahnhof als besonderes Empfangsgebäude für den Auswandererverkehr nach Bremerhaven gebaut. Vom Lloyd-Bahnhof führte der Lloydtunnel zu den Bahnsteigen. Später diente er bis um 2000 als Fußgängertunnel vom Bahnhofsplatz zur Bürgerweide. Zwischen dem Südausgang dieses Tunnels und dem Gustav-Deetjen-Tunnel befand sich seit Beginn des 20. Jahrhunderts das „Bad am Bahnhof“. Dessen Grundstück – und möglicherweise auch Teile der Bausubstanz – wird etwa seit 2000 vom InterCityHotel genutzt.
Von 1923 bis 1926 entstand das Postamt 5 im Osten. Im Zweiten Weltkrieg wurde ein unterirdischer Luftschutzbunker gebaut. Nach den Kriegszerstörungen und dem Abriss der Ruinen vergrößerten sich die Freiflächen.
Anfang der 2000er Jahre entstanden der neugestaltete zentrale Straßenbahn- und Busbahnhof und zwei Taxistände. Eine erweiterte Fahrradstation steht nun am westlichen Bahnhofsgebäude (siehe Bremer Radwege).

## Vom Breitenwegbad zum „City Gate“

### Breitenwegbad 1877 bis 1952
1877 wurde das Breitenwegbad eröffnet, das erste und bis 1928 auch das einzige Hallenbad in Bremen. Betreiber war der 1875 dafür gegründete Verein für öffentliche Bäder. Das Startkapital von 300 000 Mark kam von der städtischen Sparkasse, das Grundstück stellte die Stadt Bremen zur Verfügung. Zunächst wurde das Bad Badeanstalt an der Weide genannt, weil es an der Straße An der Weide lag, ein Jahr später wurde es zur Badeanstalt am Breitenweg.
Das Bad besaß eine Schwimmhalle mit den Ausmaßen 14,25 × 8,1 Meter bei einer Wassertiefe von 100 bis 160 Zentimetern, nach anderer Quelle war es 16,67 Meter lang. Es war normalerweise ganztägig geöffnet, meistens nur für Männer, in etwa 30 % der Badezeit nur für Frauen. Der Eintritt für Schwimmhalle und Duschsaal kostete 40 Pfennig, für einzelne Wannenbäder zur Reinigung 15 Pfennig. Ein Römisch-irisches und ein Russisches Bad kosteten 1,50 Mark (heute würde man es Sauna nennen), an zwei Vormittagen (etwa 11 % der Öffnungszeiten) lag die Badezeit für Frauen. 1899 wurde ein zweites, kleineres Schwimmbecken für die Damen gebaut. Erst viel später durften in der großen Halle Frauen und Männer auch gemeinsam schwimmen.
Das Breitenwegbad wurde im August 1944 bei einem Bombenangriff schwer beschädigt und blieb geschlossen. Von 1945 bis 1952 konnte es noch provisorisch weiterbetrieben werden, danach wurde es abgerissen. Es war 75 Jahre in Betrieb gewesen. Nachfolgebad war das Zentralbad am nicht weit entfernten Richtweg (heute Metropol Theater), das nur 33 Jahre betrieben wurde, nämlich von 1952 bis 1985.

### Freifläche 1953 bis 2015
Die Fläche südlich des Platzes war über sechzig Jahre lang, von 1953 bis 2015, eine Freifläche und damit Bestandteil des Bahnhofsplatzes. An der Ecke Breitenweg / Bahnhofsstraße hatte der Werbeturm von 1925 den Krieg überdauert und wurde 1967 abgerissen. Bei Ausbau des Breitenweges 1968 wurde der Platz deutlich vergrößert, weil der alte schräge Straßenzug Auf der Weide – Breitenweg zum heutigen Breitenweg zurückgezogen wurde. Auch ein ehemaliger Parkplatz von 1936 wurde einbezogen.
Diagonal über die Freifläche fuhren ab Ende der 1960er Jahre die Busse der Linien 24, 25 und 30–34 in Richtung Osten und hatten dort mehrere nebeneinanderliegende Haltestellen. Durch die Einstellung mehrerer Straßenbahnlinien war der Busverkehr damals sprunghaft angestiegen. Nach Wiedereinführung der Straßenbahn-Linie 4 sank der Bedarf, die verbleibenden Linien konnten über die Anfang der 2000er Jahre eröffnete Straßenbahn-Umsteigestelle geführt werden.

### Bebauung ab 2015

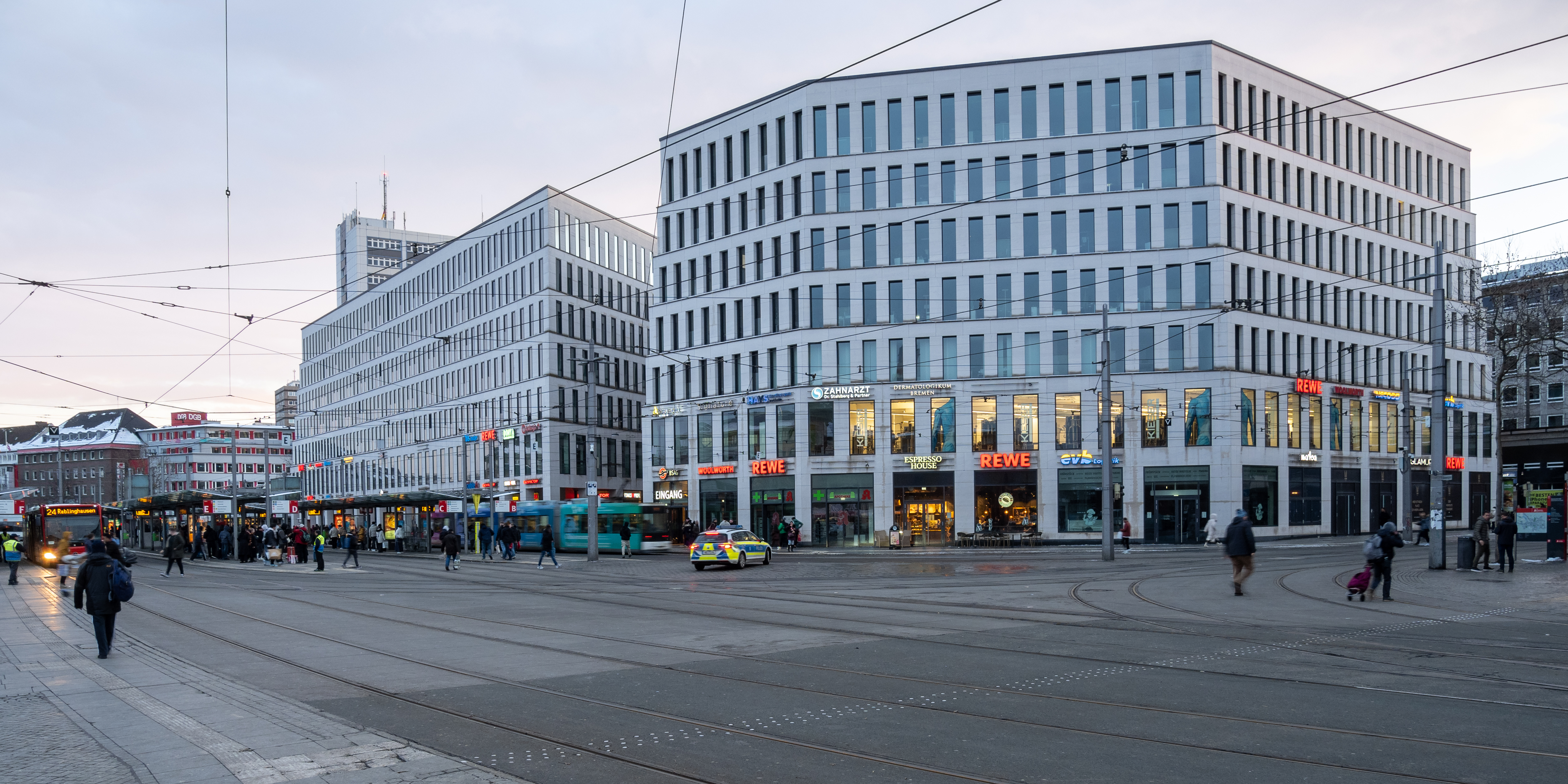
City Gate Bremen

Das Grundstück wurde 2012 an einen Investor verkauft. Nach dem in einem Architektenwettbewerb siegreichen Entwurf von Max Dudler wurde 2015 mit dem Bau zweier siebengeschossiger Geschäfts- und Ladenhäuser, dem City Gate,  begonnen. Unerwartete Schwierigkeiten ergaben sich, als bei Erdarbeiten der alte, vergessene Brunnen des Breitenwegbades freigelegt wurde. Das austretende Wasser unterspülte die Straßenbahnhaltestelle, der Bahnsteig direkt neben der Baustelle musste monatelang gesperrt bleiben. Das neue Gebäude wurde 2019 eröffnet.

## Gebäude
Unter Denkmalschutz

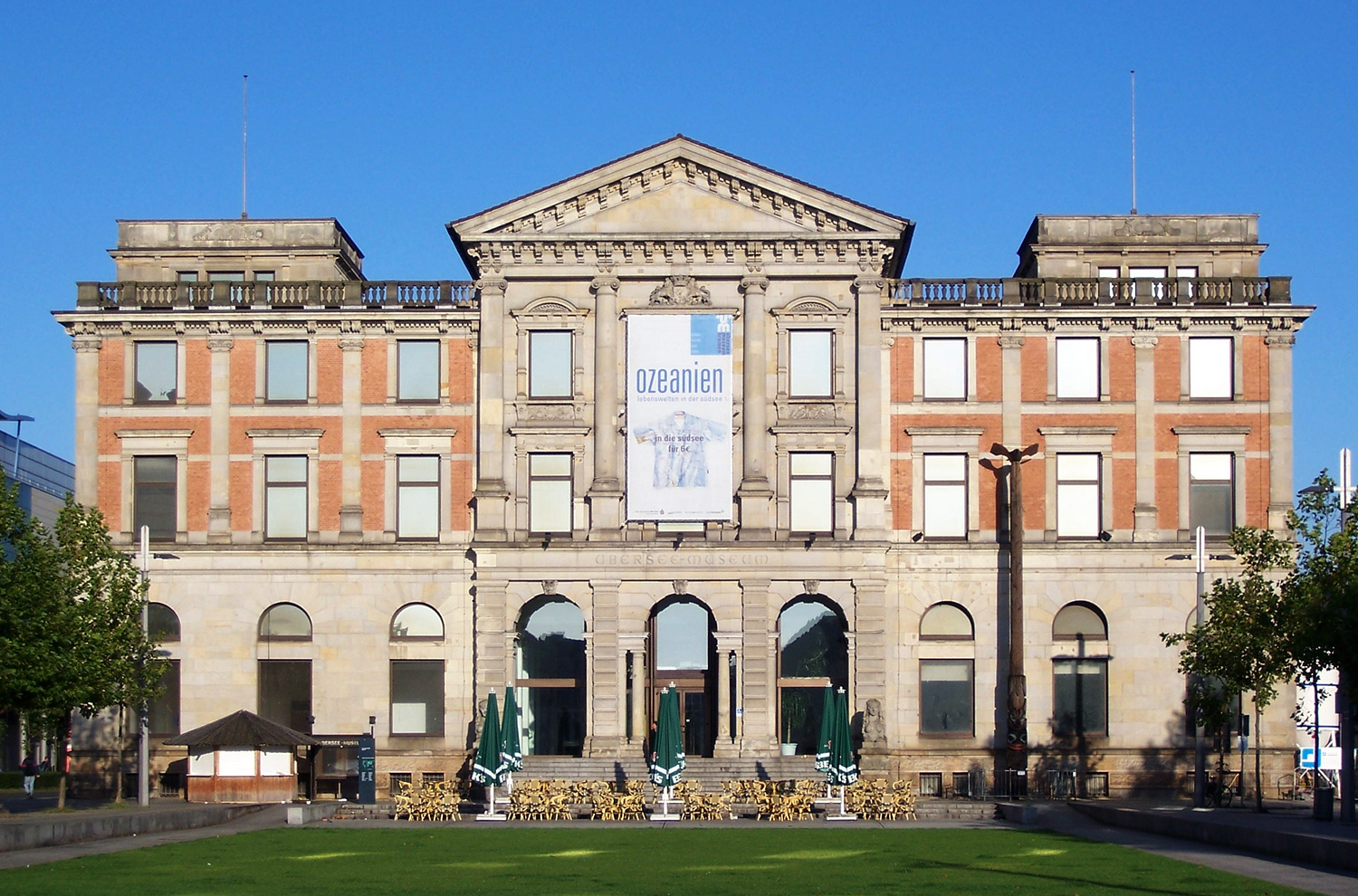
Übersee-Museum

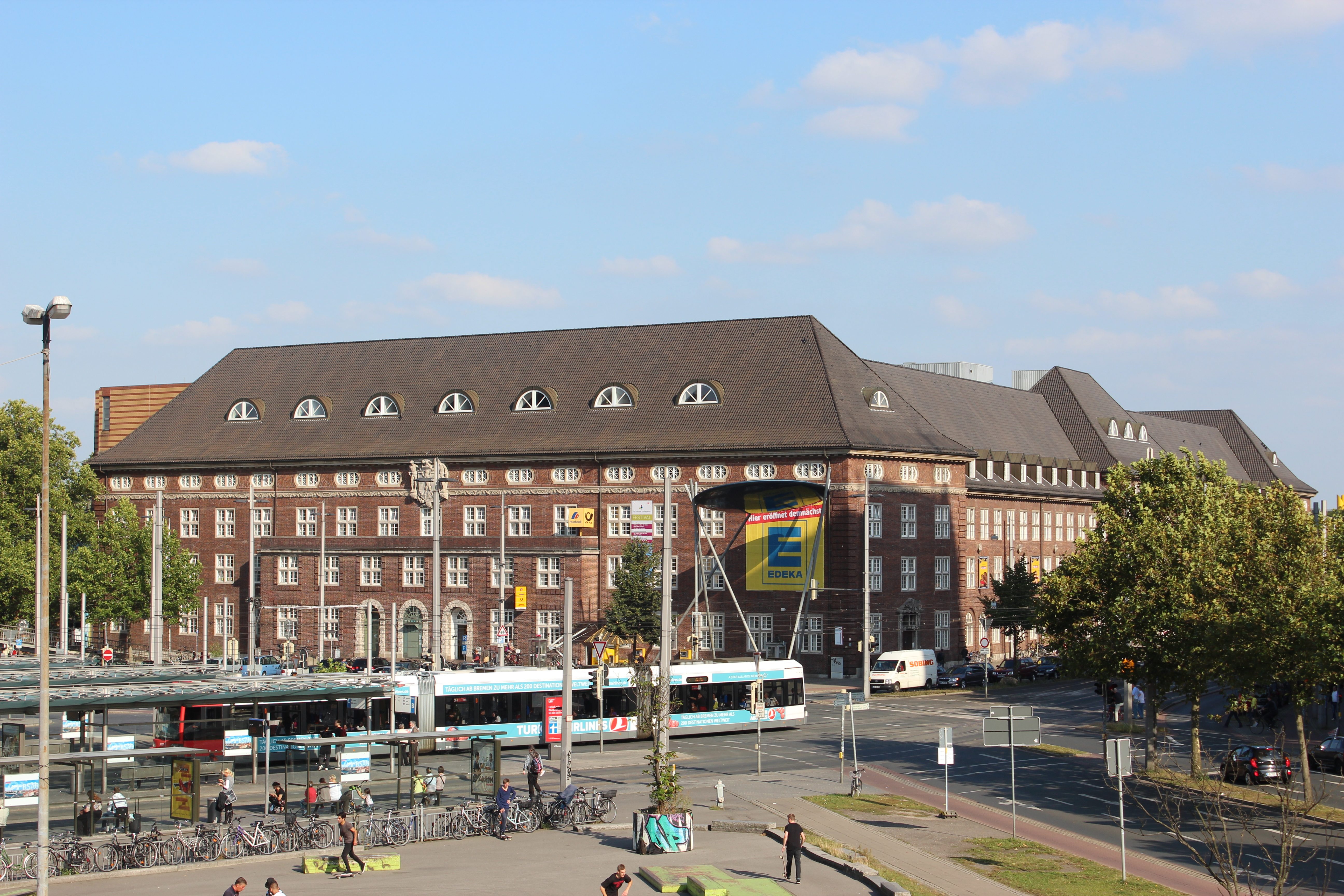
Ehem. Postamt 5 aus südwestlicher Richtung (2012)

- Hauptbahnhof Bremen von Hubert Stier, 1886–1891;[11] siehe dort
- Übersee-Museum als Städtisches Museum für Natur-, Völker- und Handelskunde von Ludwig Beermann und Heinrich Flügel, 1891–1896 (Historismus), Erweiterung 1907–1911, Umbau 1976–1979[12]
- Postamt 5 von Rudolf Jacobs, 1923–1926, Objekt von Richard Kuoehl, Umbau und Anbau 1985–1991, Bahnhofsplatz 20/21; hier befindet sich auch das Internet-Zentrum[13]
- Post- und Betriebsamts-Gebäude des Bremer Hauptbahnhofs von 1892, Beim Handelsmuseum 1, von  Hubert Stier, heute Polizeidienststellen[14]

Weitere Gebäude
- Star Inn Hotel Bremen Columbus, Bahnhofsplatz 5–7, 1952 als Hotel Columbus erbaut nach Plänen von Heribert Nadolle und Ernst Zinsser
- Hotel Hanseat, Bahnhofsplatz 8
- Geschäftshaus der WWK Versicherungsgruppe, Bahnhofsplatz 9–10
- Hotel zur Post  (Best Western), Bahnhofsplatz 11
- Casino und DB-Service; im ehemaligen Post- und Betriebsamt, Bahnhofsplatz 14
- InterCityHotel, Bahnhofsplatz 17–18
- Zwei siebenstöckige Geschäfts-Neubauten mit Gasse zwischen den Gebäuden von 2019 nach Plänen von Max Dudler, Schweiz.

Ehemalige Gebäude
- Kieferts Wurstpavillon, 1931 von Eberhard Gildemeister geplant, 1998 abgebaut, seit 2016 im Besitz des Focke-Museums

Denkmale

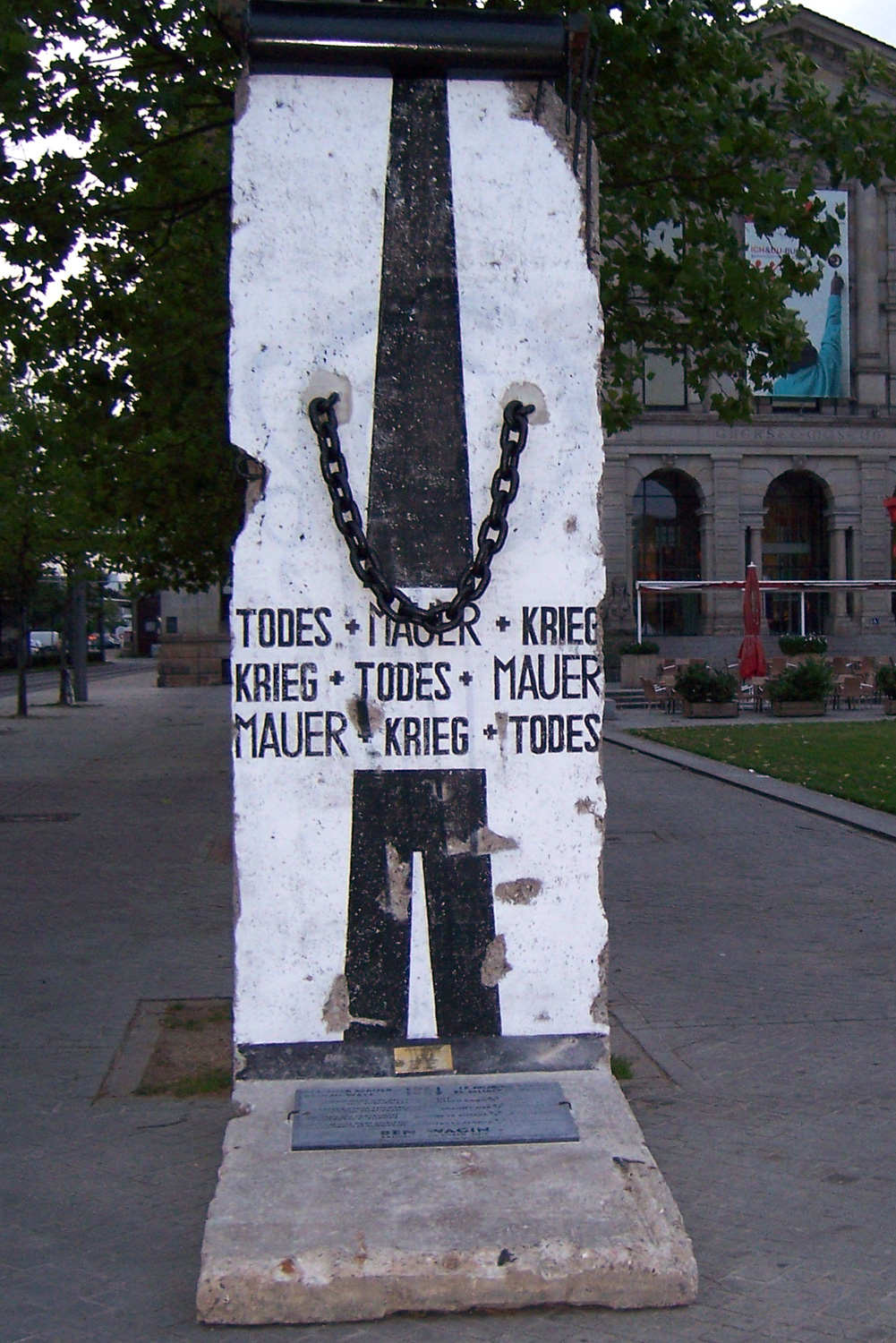
Mahnmal

- Mahnmal gegen Krieg und Gewalt, Fragment der Berliner Mauer, gestaltet von Ben Wagin, aufgestellt am 28. September 2010 zur Einweihung des Bremer Platz der Deutschen Einheit.
- Gedenktafel von 1991 am Bahnhof wegen der Deportation der Juden nach Minsk von 1941.

## Verkehr
Vom Bahnhofsplatz fahren im öffentlichen Nahverkehr von vier Bahn- bzw. Bussteigen die
- Straßenbahnlinien 1, 1S, 1E, 4, 4S, 5, 6, 8 und 10;
- Stadtbuslinien 24, 25, 26, 27 und 63;
- Nachtlinien N1, N3, N4, N5. N7, N9 und N10 sowie N12, N23, N61, N62, N70 und N71;
- Regionalbuslinien 101, 102, 120, 121, 150, 226. 630, 660, 670, 680, 730, 739, 740 und 750.

In unmittelbarer Nachbarschaft halten verschiedene Fernbuslinien sowie andere Busse.